# Oberbürgermeister
Oberbürgermeister (Prefeito Superior ou Presidente de Câmara) é a designação oficial do administrador das grandes cidades da Alemanha, que possui alguns poderes autónomos, e que responde ao Ministério da Administração Interna.

## Contexto
Em muitas grandes cidades da Alemanha o administrador superior recebe o título de Oberbürgermeister (feminino: Oberbürgermeisterin). Geralmente existem diversos prefeitos (Bürgermeister) que são a ele subordinados. Esta situação depende do número de moradores da cidade (em Baden-Württemberg a partir de 20.000 moradores, em Sarre a partir de  30.000 moradores) ou também na atualidade com alguma característica historicamente fundamentada da cidade (Baviera: Große Kreisstadt, até com menos de 20.000 moradores). Na Renânia do Norte-Vestfália existem Oberbürgermeister apenas em kreisfreien Städten, resultando deste fato que Neuss, com 151 mil habitantes, é governada por um Bürgermeister. Em Lübeck (211.500 moradores) por motivos tradicionais o governante não é denominado Oberbürgermeister, mas sim Bürgermeister. Esta tradição é compartilhada com a bem menos populosa Wismar.
Esta e outras particularidades - como por exemplo, quem elege o Oberbürgermeister – são distintas de acordo com o estado da Alemanha.

### Cidades estado
Em Berlim, Bremen e Hamburgo o título Oberbürgermeister não é usado. Os governantes municipais são denominados Bürgermeister und Präsident des Senats (Bremen), Erster Bürgermeister (Hamburgo) e Regierender Bürgermeister (Berlim).

## Contexto em outros países
- Na Dinamarca existe apenas um Overborgmester, o Oberbürgermeister da capital Kopenhagen.
- Na República Tcheca o Oberbürgermeister é denominado Primátor.
- Nos Países Baixos, na Bélgica e na Áustria toda cidade tem apenas um Bürgermeister, não existindo o Oberbürgermeister.

- No Reino Unido, 30 cidades são regidas por um Lord Mayor, tradução inglês de Oberbürgermeister, que é um das conselheiros eleitos, só com funções cerimoniais. As cidades são:

- Na Inglaterra: Birmingham, Bradford, Bristol, Cantuária, Chester, Coventry, Exeter, Iorque, Kingston upon Hull, Leeds, Leicester, Liverpool, Cidade de Londres, Manchester, Newcastle upon Tyne, Norwich, Nottingham, Oxford, Plymouth, Portsmouth, Sheffield, Stoke-on-Trent e Cidade de Westminster.
- No País de Gales: Cardiff e Swansea.
- Na Irlanda do Norte: Belfast.
- Na Escócia: Aberdeen, Dundee, Edimburgo e Glasgow. Na Escócia o título Lord Mayor não é usado; ao lado, os governantes municipais são denominados Lord Provost.

- Na Irlanda, Cork e Dublin são regidas por um Lord Mayor, de acordo com a tradição com as mesmas atribuições no Reino Unido. A Irlanda é um caso a parte: o 'Lord Mayor de Dublin' é presidente do 'Dublin City Council';[1] o 'Lord Mayor de Cork' é presidente do 'Cork City Council'.[2]
- No Canadá, a só cidade com um Lord Mayor é Niagara-on-the-Lake, a consequência de estar no passado a primeira capital de Canadá Superior.
- Na Austrália, é uma função política. Cidades com um Lord Mayor são Adelaide, Brisbane, Darwin, Hobart, Melbourne, Newcastle, Parramatta, Perth, Sydney e também Wollongong.